# Cryptocephalus vividus
Cryptocephalus vividus – gatunek chrząszcza z rodziny stonkowatych i podrodziny Cryptocephalinae.
Gatunek ten został opisany w 1997 roku przez Igora Łopatina.
Chrząszcz endemiczny dla chińskiej prowincji Shaanxi.